# 井上恵一
井上 恵一（いのうえ けいいち、1969年8月17日 - ）は、福岡県出身の競艇選手。登録番号3627。身長163cm。血液型O型。72期。福岡支部所属。同期に石田政吾、淺田千亜希、武田光史らがいる。

## 来歴
- 本栖研修所時代、リーグ戦勝率7.70（勝率2位）の成績を残した。
- 1993年5月、デビュー。
- 1995年7月、宮島競艇場での新鋭リーグで初優出。
- 1997年12月7日、芦屋競艇場での「ヤングスター選抜戦」で初優勝。
- 2009年8月24日、蒲郡競艇場での「第11回蒲郡サマーナイト特別」で優勝。
- 2009年9月23日、常滑競艇場での「第11回JLC杯争奪戦競走」で優勝。
- 2009年11月5日、福岡競艇場での「アイビジョンプレスカップ」で通算1000勝達成。
- 2010年9月14日、蒲郡競艇場での「マンスリーKYOTEI杯」で優勝（通算18回目）。